# Marcelo Tejeda
Marcelo Javier Tejeda Brugnoli (Santa Ana, 5 de agosto de 1988) es un futbolista salvadoreño-uruguayo. Juega como defensa central en el Once Deportivo de la Liga Pepsi.

## Trayectoria
Hizo su formación en Uruguay en los clubes Bella Vista, Liverpool y Cerro debutando en la Institución Atlética Potencia de la Segunda "B".
A principios de 2013 Tejeda entrena y es contratado por el club Luis Ángel Firpo de El Salvador.
Es hijo de Julio Tejeda exjugador del FAS, Defensor Sporting, Bella Vista, Junior de Barranquilla y Nueva Chicago y hermano de Martín Tejeda exjugador de la I.A. Potencia de Montevideo.

## Clubes
Actualizado al último partido jugado el 19 de enero de 2020.
| Club Deportivo Luis Ángel Firpo · El Salvador | 1.ª                 | 2013                |     |   |   |   |   |   |     |   |
| Club Deportivo Luis Ángel Firpo · El Salvador | Total               | Total               | 0   | 0 | 0 | 0 | 0 | 0 | 0   | 0 |
| Club Deportivo Atlético Marte · El Salvador   | 1.ª                 | 2013-14             | 33  | 1 | - | - | - | - | 33  | 1 |
| Club Deportivo Atlético Marte · El Salvador   | 1.ª                 | 2014-15             | 16  | 2 | - | - | - | - | 16  | 2 |
| Club Deportivo Atlético Marte · El Salvador   | 1.ª                 | 2015-16             | 28  | 1 | - | - | - | - | 28  | 1 |
| Club Deportivo Atlético Marte · El Salvador   | Total               | Total               | 77  | 4 | 0 | 0 | 0 | 0 | 77  | 4 |
| Club Deportivo FAS · El Salvador              | 1.ª                 | 2016                | 6   | 0 | - | - | - | - | 6   | 0 |
| Club Deportivo FAS · El Salvador              | Total               | Total               | 6   | 0 | 0 | 0 | 0 | 0 | 6   | 0 |
| Sonsonate Fútbol Club · El Salvador           | 1.ª                 | 2018                | 12  | 0 | - | - | - | - | 12  | 0 |
| Sonsonate Fútbol Club · El Salvador           | 1.ª                 | 2018-19             | 20  | 0 | - | - | - | - | 20  | 0 |
| Sonsonate Fútbol Club · El Salvador           | Total               | Total               | 32  | 0 | 0 | 0 | 0 | 0 | 32  | 0 |
| Once Deportivo Fútbol Club · El Salvador      | 1.ª                 | 2020                | 1   | 0 | - | - | - | - | 1   | 0 |
| Once Deportivo Fútbol Club · El Salvador      | Total               | Total               | 1   | 0 | 0 | 0 | 0 | 0 | 1   | 0 |
| Total en su carrera                           | Total en su carrera | Total en su carrera | 116 | 4 | 0 | 0 | 0 | 0 | 116 | 4 |
| (2) No incluye goles en partidos amistosos.   |                     |                     |     |   |   |   |   |   |     |   |

Inferiores/Segunda División
| Club                              | País      | Año         |
| --------------------------------- | --------- | ----------- |
| Club Atlético Cerro               | Uruguay   | 2007 - 2008 |
| Liverpool Fútbol Club Sub-20      | Uruguay   | 2008 - 2009 |
| Club Atlético Bella Vista Juvenil | Uruguay   | 2009 - 2010 |
| Centro Atlético Fénix Juvenil     | Uruguay   | 2010 - 2011 |
| Institución Atlética Potencia     | Uruguay   | 2011 - 2012 |
| Deportivo Mictlán                 | Guatemala | 2017        |
| Institución Atlética Potencia     | Uruguay   | 2017        |